# Малиновські гербу Побог
Малиновські та Маліновські (пол. Malinowski) — польські та українські шляхетські роди герба Побог.

## Історія
Українські та польські шляхетські роди Малиновських (в іншій транскрипції Маліновських) походили з Правобережної України. Одна з гілок роду веде своє походження з Кальниці та Малинова.
Різні шляхетські роди Малиновських належали до гербів Побог, Абданк, Телок, Годземба, Яструбець, Огоньчик та Сліповрон.
За описом Каспера Несецького рід шляхтичів Малиновських поділяється на дві гілки. Гілка гербу «Сліповрон» з Любельського воєводства переселилася до Речицького повіту. Інша гілка, гербу «Побог», походила з Західної України (Кальниці та Малинова). З гілки герба «Побог» шляхтич Стефан Малиновський, суддя Радомський, мав синів — стольника Підляського та кравчого Дрогочинського. Антоній Малиновський, прем'єр-майор коронних військ Речі Посполитої, вийшовши у відставку, отримав доступ до Петербурзького двору, де за заслуги був нагороджений. Антоній Малиновський із синами та племінниками своїми, був визнаний спадковим дворянином, на підставі наданих їм документа та актів. Рід включений до «Гербовника Вітебського дворянства». Так само в Гербовнику Каспера Несецького пишеться про М. Малиновського, депутата на Коронному Трибуналі від Сандомирського воєводства, який помер у 1684 році, у Петрикові. Так само пишеться про Олександра Малиновського, намісника Луцького підстароства у 1625 році. Каспер Несецький також пише про Михайла Малиновського, земського судді Речицького повіту в 1778 році. Відомо також про Лукаша Малиновського, чашника Овруцького у 1788 році. 
За сімейною легендою рід Малиновських походить від бастарда князя Казимира I Куявського та Анни з Мілянува (доньки Яна з Мілянува, власника гміни Мілянув). Одну з гілок цього роду виводять від "Мілянівських". Інші - напряму від "Малиновських". Представники цього прізвища були поширені в Польщі, Україні, Чехії та Литві. Польські дослідники вважають, що чеський рід Малиновських фон Кордонів є відгалуженням польських Малиновських. 
Виходячи із записів польського хроніста Яна Длугоша, Малиновські, що входили до шляхетського геральдичного клану Побог, брали участь у Грюнвальдській битві. Родовід деяких представників роду простежується до 14 століття. Виходячи з приватного родоводу Малиновських відомо, що у бастарда князя Казимира I Куявського, якого як і батька звали - Казимир, був син Болеслав, дочка Катерина, і другий син. Другий син загинув у невідомій битві, а Катерина була видана заміж за когось шляхтича. Рід продовжив Болеслав та його син Стефан. 
Також на рубежі 16 століття з'явилася гілка роду Малиновських від роду Корженівських гербу Наленч, записаних у VI частину гербовника Мінського дворянства. Є данні про нащадка шляхтича Івана Малиновського, який у 1655 році виїхав з Речі Посполитої до Українських земель, що перебували під Московщиною та який мав у володінні села. 
Герб роду Малиновських внесено до Частини 4 Спільного гербовника дворянських родів Всеросійської імперії.

## Опис герба
У щиті, що має блакитне поле, зображений золотий Хрест, поставлений на срібній підкові шипами, зверненою вниз.
Щит увінчаний лицарським шоломом та короною. Нашоломник: Собака в Ошийнику. Намет на щиті блакитний, підкладений золотом. 